# Blue Jasmine
A Blue Jasmine 2013-ban bemutatott amerikai filmdráma Woody Allen rendezésében. A főszerepet Cate Blanchett, Alec Baldwin és Sally Hawkins alakítja. Cate Blanchett alakításával elnyerte a legjobb női főszereplőnek járó Oscar-, a Golden Globe-, BAFTA- és a Screen Actors Guild-díjat.     

## Cselekmény
A történet nem fut egyenes szálon, ide-oda ugrál Jasmine fényűző életéről a jelenkor pillanataira.
Jasmine Francis (Cate Blanchett) élete nem szenved semmiben hiányt. Férje, Hal (Alec Baldwin) gazdag üzletember, fia, Danny (Alden Ehrenreich) a Harvardon tanul. Jasmine partikat tart, élvezi a magasabb körök kiváltságait, míg egy nap be nem állít hozzá fogadott testvére, Ginger (Sally Hawkins) és annak férje, Augie (Andrew Dice Clay). A házaspár nyert a lottón, és szeretnének vele vállalkozást alapítani. Mivel Jasmine férje üzletember, kikérik a tanácsát, aki gyorsan lebeszéli őket a cég gondolatáról, és meggyőzi őket, hogy fektessék az ő üzletébe a pénzt. Ott-tartózkodásuk alatt Ginger figyelmes lesz Hal kicsapongásaira, és figyelmezteti Jasmine-t, hogy tartsa rajta a szemét a Hal körül ólálkodó nőkön. Jasmine nem vesz az intelemről tudomást, azonban kénytelen észrevenni annak jeleit, hogy Ginger nem a levegőbe beszélt. Mikor megvallja gyanúját egy barátnőjének, kiderül, hogy ő volt az egyetlen, aki nem jött rá, hogy a férje évek óta megcsalja. A hullámok kezdenek összecsapni a feje fölött, mikor Danny kiiratkozik a Harvardról és elmegy otthonról, mert nem bír azoknak az embereknek a szemébe nézni, akiket az apja az üzleteivel átvert. Anyjában pedig még inkább csalódott, akinek a szemére hányja, hogy tényleg nem tudott a férje megkérdőjelezhető munkájának kimeneteléről, vagy csak eltekintett felőle.
Jasmine számon kéri Halen, hogy hagyhatta az óráját egy párizsi hotelben, mikor azt mondta, üzleti tárgyalásra megy. Hal nem tagadja tovább a dolgot, beismeri, hogy már egy ideje egy francia bébiszitterrel van, akit igazán szeret, és el akar válni Jasmine-től. Hal elnapolja a további beszélgetést, mert látja, hogy Jasmine nincs kompromisszumképes állapotban, így kivesz egy szobát egy hotelben. Jasmine hirtelen felindulásból felhívja a rendőrséget, és beszámol Hal csalásairól (vagyis tényleg tudott róluk). Halt beviszi a rendőrség, aki öngyilkosságot követ el a börtönben, Jasmine pedig idegösszeroppanást kap. Danny teljesen elszigeteli magát az anyjától, akire még dühösebb ezek után, mint eddig apjára. Jasmine maradék vagyonával, amit nem koboztak el a hatóságok, elköltözik San Franciscóba nővéréhez, Gingerhez. Ginger azóta elvált Augie-tól, és jelenleg egy komoly kapcsolatban él Chilivel, egy autószerelővel (Bobby Cannavale). Ginger megrökönyödve fogadja, hogy Jasmine elsőosztályon utazott a repülőn, mikor azt vallotta, hogy teljesen tönkrement. Jasmine új életet jött kezdeni, azonban gőze sincs, mihez kezdjen magával. Hal sosem hagyta dolgozni, az antropológiát pedig nem fejezte be az egyetemen. Nagy tanakodását erős itallal serkenti és nyugtatókkal csillapítja. Ginger két fia és a párja, Chili Jasmine agyára mennek, és megmondja Gingernek, hogy jobb férfit is foghatna magának.
Ginger javasolja Jasmine-nek, hogy helyezkedjen el a divat területén, mire Jasmine agyából kipattan a lakberendezés ötlete – amit online is megtehet már, hiszen ez a 21. század! A gond csak az, hogy Jasmine nem ért a számítógépekhez sem, ezért beiratkozik egy tanfolyamra, hogy megtanulja. A tanfolyam azonban pénzbe kerül, ezért Jasmine kénytelen lejjebb adni, és Chili barátjának ajánlásával egy fogorvos rendelőjében kezd állást recepciósként. A fogorvos próbálja elérni, hogy Jasmine "megnyíljon" felé, és egy erőszakosabb kísérlet után Jasmine feldúltan távozik, és többet nem megy vissza. Közben a tanfolyam sem olyan könnyű, mint azt remélte, a gyerekek és Chili barátainak zajától pedig nem tud tanulni. Chili és Jasmine nem kedvelik egymást, kölcsönösen lenézik a másikat, bár Chili megpróbál ezen felülemelkedni Ginger miatt. Jasmine a tanfolyamon megkérdezi egy kollégáját, hogy ismer-e nekivaló ambiciózus férfit véletlenül, mire a kollégája meghívja egy partira. Jasmine nem mer egyedül elmenni, ezért magával viszi Gingert. Jasmine nem érzi valami jól magát, és elkezd magában beszélni, míg Ginger megismerkedik egy Al nevezetű férfival (Louis C.K.), akivel viszonyt kezdeményez.
Jasmine a partitól kicsit távolabb találkozik Dwighttal, egy tehetős özveggyel (Peter Sarsgaard), akinek politikai ambíciói vannak. Jasmine-t csábítja Dwight társadalmi pozíciója, és némi ügyeskedéssel kihúzza belőle, hogy nemrég lakást vett a környéken, amit már csak be kéne rendezni. Jasmine kapva kap az alkalmon, és lakberendezőnek adja ki magát, akinek férje sebész volt, de elhunyt szívinfarktusban. Ahogy Dwight és Jasmine kapcsolata beindul, úgy romlik el Chilié és Gingeré. Ginger megcsalta Chilit Allal, akit a partin megismert, amit Chili megsejt, mert véletlenül a partin volt egy barátja, aki látta őket táncolni. Chili őrjöngeni kezd, azt gondolja, hogy Jasmine biztatására fordult el tőle, és kitör belőle, hogy Jasmine csak addig érdeklődik Ginger iránt, amíg nincs hova mennie, és ugyanúgy semmibe fogja venni, mint az elmúlt évek alatt. A kitörését azonban megbánja, és felkeresi Gingert a munkahelyén, könyörögve neki, hogy fogadja őt vissza. Ginger ellenben tovább folytatja a viszonyt Allal, míg a férfi nem jön el egy találkára. Ginger felhívja Alt, aki közli, hogy többet nem találkozhatnak, mert Helen, a felesége, rájött a félrelépésére. Gingerben ekkor tudatosul, hogy Jasmine befolyása mit tett vele.
Jasmine közben teljesen meghódítja Dwightot, aki feleségül kéri a nőt. Az ékszerüzletbe indulnak, mikor a kirakat előtt összefutnak Ginger volt férjével, Augie-val. Augie nem mulasztja el "megköszönni" Jasmine közbenjárását az élete összeomlásához, és elárulja, hogy találkozott a fiával, Dannyvel, aki megnősült, és egy hangszerboltot vezet. Dwight így elsőkézből tudja meg, hogy Jasmine férje öngyilkos lett és gyereke is van, és visszavonja az eljegyzést, nagyon dühös, hogy Jasmine hazudott neki. Jasmine a feszültség növekedésével hirtelen összekeveri Dwightot Hallel, és újra felveti a bébiszitteres viszonyt, majd kiszáll a kocsiból, és gyalog folytatja az útját. Megtalálja Danny hangszerboltját, aki ridegen elküldi magától, majd hazamegy Gingerékhez, akik Chili beköltözését és a kibékülést ünneplik. Jasmine ismét megvetően fordul Chilihez, cseppet sem örülve a beköltözésnek, amit már Ginger sem bír tovább elviselni, és megvédi a párját Jasmine-től. Jasmine, hogy méltó ellenfél legyen, azt hazudja, hogy úgyis kiköltözik, mert Dwight feleségül fogja venni. Azzal vesz egy zuhanyt, és amíg Ginger és Chili idilli hangulatban egymással birkóznak egy szelet pizzáért, Jasmine vizes fejjel, céltalanul kislisszan az ajtón, majd leül a parkban egy padra, és elkezd magában beszélni. A mellette ülő, észlelvén Jasmine jelenségét, magára hagyja társalgásában, majd a filmben megszólal a zene, amire Hal és Jasmine megismerkedtek. Jasmine felkapja a fejét: "Á, igen, ezt a zenét ismerem. Blue Moon." És magára marad.        

## Szereplők
| Színész           | Szerep           | Magyar hangja      |
| ----------------- | ---------------- | ------------------ |
| Cate Blanchett    | Jasmine/Jeanette | Nagy-Kálózy Eszter |
| Sally Hawkins     | Ginger           | Kovács Patrícia    |
| Alec Baldwin      | Hal              | Csankó Zoltán      |
| Louis C.K.        | Al               | Besenczi Árpád     |
| Bobby Cannavale   | Chili            | Király Attila      |
| Andrew Dice Clay  | Augie            | Schneider Zoltán   |
| Peter Sarsgaard   | Dwight           | Viczián Ottó       |
| Alden Ehrenreich  | Danny            | Fehér Tibor        |
| Max Casella       | Eddie            | Csőre Gábor        |
| Michael Stuhlbarg | fogorvos         | Fesztbaum Béla     |
| Ali Fedotowsky    | Melane           | Solecki Janka      |
| Irit Levi         | páciens          | Kassai Ilona       |

további magyar hangok: Frajt Edit

## Forgatás

Cate Blanchett Jasmine szerepében

A filmet 2012-ben kezdték el forgatni New Yorkban és San Franciscóban, 2013-ban mutatták be szűk közönség előtt, majd világszerte. Woody Allen csak Indiában nem engedélyezte a produkció vetítését. Az indiai kormány egy olyan törvényt hozott, amely szerint minden filmbe (vagy tévéműsorba), amely dohányzó jeleneteket tartalmaz, dohányellenes reklámot kell beiktatni, amit a film elején lejátszanak, majd a film közben felirattal feltüntetik a dohányzás káros veszélyeit. Allen nem volt hajlandó a produkción módosítani.
A márkás ruhák és kiegészítők kiemelkedett fontosságúak a főszereplő részéről, a rászánt 35 000 dolláros költségvetés azonban kihívás volt a javából a jelmeztervezőnek, Suzy Benzingernek. Csak Jasmine Hermes Birkin táskája került ennyibe, ezért Benzingernek kölcsön kellett kérnie (kikönyörögnie) vagy felvásárolnia leértékelésből olyan márkákat, mint Louis Vuitton, Fendi, Chanel, Oscar de la Renta, Valentino és Ralph Lauren. Jasmine kedvenc Chanel kabátjáért, amitől nem tud megválni a film alatt személyesen Karl Lagerfelddel kellett felvenniük a kapcsolatot, aki éppen egy párizsi divatbemutatón vett részt, de eljuttatott a stábnak két példányt. „Sokat segít, ha megemlíted Woody vagy elejted Cate nevét, és tárt karokkal fogadnak.” – mondta Benzinger. Benzinger az egyik Chanel kabátot beáztatta, hogy viseltesnek tűnjön, és tükrözze tulajdonosa állapotát és feltétlen ragaszkodását a ruhadarabhoz a körülményektől függetlenül. A Louis Vuitton bőröndöt csak úgy tudták megszerezni, hogy Cate Blanchett felhívta az Ausztráliában nemrég nyitott üzletét. „Azt mondták, rendben van, de látni akarják a forgatókönyvet. Mondom, oké... Senki nem látja Woody forgatókönyvét rajta kívül.” – mondta Benzinger az első meghiúsult bőröndhadjáratról.

## Fontosabb díjak és jelölések
| Díj                     | Kategória                    | Eredmény |
| ----------------------- | ---------------------------- | -------- |
| BAFTA-díj               | Legjobb női főszereplő       | Elnyerte |
| BAFTA-díj               | Legjobb női mellékszereplő   | Jelölve  |
| BAFTA-díj               | Legjobb eredeti forgatókönyv | Jelölve  |
| César-díj               | Legjobb külföldi film        | Jelölve  |
| David di Donatello-díj  | Legjobb külföldi film        | Jelölve  |
| Golden Globe-díj        | Legjobb női főszereplő       | Elnyerte |
| Golden Globe-díj        | Legjobb női mellékszereplő   | Jelölve  |
| Oscar-díj               | Legjobb női főszereplő       | Elnyerte |
| Oscar-díj               | Legjobb női mellékszereplő   | Jelölve  |
| Oscar-díj               | Legjobb eredeti forgatókönyv | Jelölve  |
| Screen Actors Guild-díj | Legjobb női főszereplő       | Elnyerte |